# Metru pătrat
Metrul pătrat, având simbolul m2, notat uneori în limba română și mp, este o unitate de măsură pentru aria unei suprafețe, având valoarea ariei unui pătrat cu lungimea laturii de un metru.
Metrul este o unitate de măsură derivată în Sistemul Internațional.
Formarea multiplilor și submultiplilor cu ajutorul prefixelor SI este posibilă, dar este mai specială deoarece prefixul se aplică asupra metrului și nu metrului pătrat. Ca urmare, 1 km2 = 1000000 m2 (un milion), adică aria unui pătrat cu latura de 1 km, nu de 1000 de ori aria unui pătrat cu latura de 1 m. Un multiplu frecvent utilizat la măsurarea suprafețelor de teren în agricultură este arul, având valoarea egală cu 100 m2 (aria unui pătrat cu latura de 10 m). Tot în agricultură este folosit și hectarul (abreviat ha), care este egal cu 10000 m2, sau 100 ari (aria unui pătrat cu latura de 100 m).